# Arriarán
Arriarán es una localidad española del municipio de Beasáin, perteneciente a la provincia de Guipúzcoa, en la comunidad autónoma del País Vasco.

## Historia
Hacia 1860, el lugar, un concejo con alcalde pedáneo por entonces perteneciente a Ichaso, tenía contabilizada una población de 221 habitantes. Aparece descrito en el Diccionario histórico-geográfico-descriptivo de los pueblos, valles, partidos, alcaldías y uniones de Guipúzcoa (1862) de Pablo de Gorosábel con las siguientes palabras:

ARRIARÁN: concejo dependiente en lo temporal de la jurisdiccion del de Ichaso, perteneciente al partido judicial de Azpeitia, union de Areria, arciprestazgo mayor, antiguo obispado de Pamplona. Se halla situado en paraje montuoso, como á media legua larga de distancia de la carretera general, á los 1 gr. 28 min. de longitud oriental, 43 gr. 4 min. 33 seg. de latitud septentrional. Confina con las villas de Beasain, Ezquioga y Astigarreta y el concejo de Ichaso; y es poblacion enteramente rural, compuesta de trece caseríos de labranza y la casa del cura con 221 habitantes, segun el censo del año de 1860. Aparece de varias memorias que este concejo pertenece desde tiempo inmemorial á la alcaldía mayor de Areria; en la cual sus moradores nombraban de siete en siete años el alcalde comun, su teniente y regidores. Arriarán fué privado de este derecho en el año de 1658 por los demás pueblos de la alcaldía, que acordaron no lo ejerciese á causa de no tener fuego alguno, ó sea vecino alguno millarista. La iglesia parroquial de este concejo es de la advocacion de San Pedro; [...] Consta que en virtud de una concordia voluntaria, cuya fecha no se expresa, los concejos de Arriarán é Ichaso debian tener un alcalde comun y único. Conforme á ella, la eleccion de esta autoridad correspondía hacerse en seis años de siete á Ichaso, y en el sétimo á Arriarán. Refundida toda la propiedad de este concejo en el marqués de Arabaca, él mismo era el único vecino concejante ó millarista, y por consiguiente no había mas elector que él. Éste solo hacía por lo tanto la eleccion de su alcalde y de Ichaso de siete en siete años; cuyo derecho ejerció sin contradiccion alguna hasta el año de 1747 en que se suscitó la duda sobre su legitimidad. Las juntas celebradas en el año de 1749 tomaron conocimiento; y aunque á virtud de su acuerdo se trató de otorgar una escritura de concordia, no llegó á firmarse esta por falta de avenencia de Ichaso. Consiguientemente quedaron las cosas sobre este particular en el mismo estado anterior. El concejo de Arriarán tuvo con el de Ichaso en el año de 1817 otra cuestion sobre el pago de las contribuciones foguerales. La resolvieron las juntas generales de Segura del mismo año, determinando que los repartimientos que haga la provincia se comuniquen directamente á Arriarán con expresion de la cuota que le cupiese; pero que debe entregar esta al tesorero de Ichaso. Todavía quedó en pié la otra diferencia, que fué concerniente al encabezamiento fogueral respectivo en los diez y nueve fuegos de toda la jurisdiccion. Se arregló tambien esta por medio de una escritura otorgada en 15 de marzo de 1818; segun la cuál, Arriarán quedó encabezado en cinco fuegos y en los restantes Ichaso. A pesar de estas decisiones, han ocurrido recientemente entre ambos concejos nuevas diferencias; sobre las que tomaron conocimiento las juntas general del año último. Su acuerdo se redujo á decir que estando el concejo de Arriarán comprendido en jurisdiccion de Ichaso, y los habitantes de ambos administrados por un mismo ayuntamiento, la provincia debe entenderse con solo este acerca de los repartos y demás, quedando subsistente el encabezamiento fogueral anteriormente arreglado. Este es su último estado. Antiguamente solía haber en Arriarán un regidor y jurado en los años en que no le tocaba la tanda de la alcaldía mayor de Areria. Estos cargos se desempeñaban por los moradores, alternando por casas; cuyo fiel uso debian jurar en manos del alcalde de Ichaso. En el dia, con arreglo á la ley general del reino, tiene alcalde pedáneo dependiente del ordinario de este concejo; con el cuál forma distrito municipal para todo lo temporal. Consiguientemente ha desaparecido el antiguo convenio que tenían ambos concejos sobre el nombramiento del ayuntamiento.
(Gorosábel, 1862, pp. 54-56)

En la actualidad, pertenece al municipio de Beasáin. En 2023, la entidad singular de población tenía empadronados 53 habitantes y el núcleo de población, 33.

## Patrimonio
Hay en el lugar una iglesia de San Pedro.